# Cimetière Mitrofanievskoïe

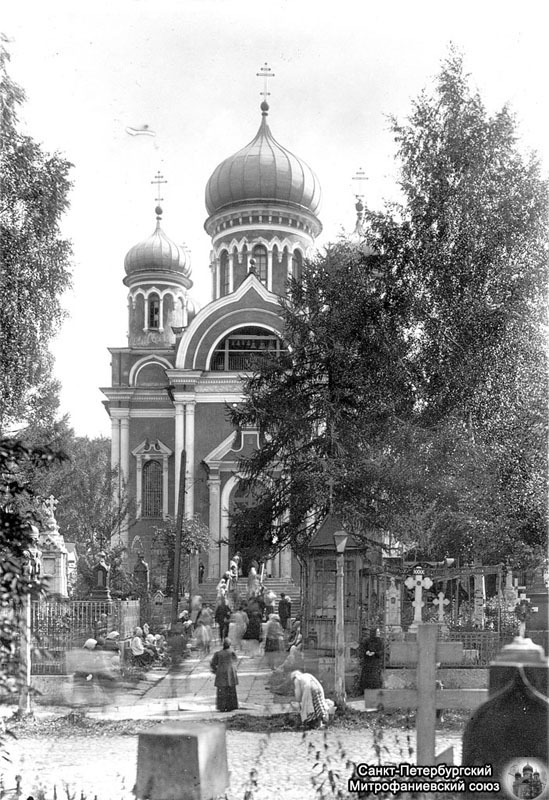
Ancienne vue de l'église Saint-Mitrofan de Voronej (détruite en 1929) et du cimetière.

Le cimetière Mitrofanievskoïe, ou cimetière de Saint-Mitrofan-de-Voronej, est un ancien cimetière municipal de Saint-Pétersbourg, aujourd'hui désaffecté et partiellement reconstruit en entrepôts.
Il est (était) situé au sud de Saint-Pétersbourg, à proximité du cimetière Gromovskoïe, dans l'espace maintenant compris entre les gares de la Baltique et de Varsovie. Il se composait alors d'un cimetière orthodoxe (Mitrofanievskoïe) et d'un cimetière (principalement) luthérien (Tentelovskoïe), fondé à l'initiative de la communauté finnoise de Saint-Pétersbourg.

## Un cimetière au destin malheureux
Le cimetière Mitrofanievskoïe fut ouvert à la hâte en 1831 pour accueillir les dépouilles des victimes de l'épidémie de choléra qui ravageait alors la capitale ; tout d'abord non consacré, pour cause de contagion, il était alors connu sous le nom de cimetière Tentelevskoïe, du nom de la petite rivière qui le bordait. 
C'est à la demande répétée des parents des victimes, représentées notamment par Feuronie Komarovski, que le métropolite Séraphin y autorisa finalement la construction d'une église (1835). On y transféra alors et consacra en vitesse une petite chapelle de bois provenant du régiment Izmaïlovski et consacrée à saint Mitrofan (ou Mitrophane) de Voronej qui laissa son nom au cimetière. La chapelle de bois fut doublée en 1847 d'une église de pierre, construite par l'architecte pétersbourgeois Constantin Thon, et elle aussi consacrée à saint Mitrophane. 
Le Mitrofanievskoïe était à la fin du XIXe siècle l'un des cimetières les plus populaires de la capitale : peu d'aristocrates ou de bourgeois y étaient enterrés, si ce n'est surtout des victimes du choléra et des militaires issus du rang ou connus pour leurs opinions libérales, ainsi que des artistes, généralement parmi les moins fortunés, et des acteurs. Les quelque cent mille sépultures qui s'y trouvaient étaient surtout celles de membres des classes populaires, petits fonctionnaires, soldats peu gradés, domestiques, etc.
Malgré cette orientation prolétaire, il fut définitivement fermé en 1927 sur ordre de la municipalité soviétique, et les deux églises principales détruites ; quelques sépultures, surtout celles d'artistes célèbres, furent alors transférées, principalement dans les années 1930, dans la Nécropole des Artistes ou à la Passerelle des Écrivains.
La plupart des sépultures ont été systématiquement profanées et leurs matériaux partiellement remployés dans la construction des rues et des routes de Saint-Pétersbourg.
Malgré une brève réouverture pour y recevoir les victimes civiles du siège de Leningrad, la destruction du cimetière fut poursuivie inexorablement par l'administration soviétique jusqu'à ce qu'il soit - presque complètement - transformé en terrain vague (converti provisoirement en marché aux puces dans les années 50), recouvert peu à peu d'entrepôts et autres constructions, ainsi qu'en décharge.
Le cimetière a laissé son nom au quartier : (Petite) rue Mitrofanievskaïa, impasse Mitrofanevski, pont Mitrofanevski, etc.

## Polémique actuelle
Un nouveau projet de construction de la municipalité pétersbourgeoise prévoit d'agrandir la perspective Izmaïlovski aux dépens de ce qui reste du cimetière, en y réservant un terrain d'un hectare qui devrait accueillir quelque quatre cent mille sépultures (soit celles encore conservées au Mitrofanievskoïe et celles de deux autres cimetières) : ce projet a affronté de vives critiques des autorités religieuses et des parents des personnes enterrées dans le Mitrofanievskoïe, qui le jugent illégal. En effet, la législation actuelle autorise les municipalités à disposer des terrains des cimetières vingt ans après qu'ils ont été vidés de leurs sépultures, dans le seul but de les transformer en parcs d'agrément.
Afin de défendre leurs intérêts, les parents des personnes enterrées au Mitrofanievskoïe se sont regroupés dans une association, l'Union du Mitrofanievskoïe de Saint-Pétersbourg, qui propose à la municipalité un projet alternatif, consacré principalement à la mémoire des anciens occupants du cimetière.

## Personnalités enterrées au Mitrofanievskoïe
- Adamini, Agostini (1792-1846) : architecte.
- Bestoujeff, Pierre (1804-1840) : décembriste.
- Bleichmann, Jules (1868-1909) : compositeur (cimetière luthérien)
- Golovnine, Alexandre (1821-1886) : ministre réformateur de l'Instruction.
- Golovnine, Vassili[15] (1776-1831) : célèbre explorateur et vice-amiral, mort du choléra.
- Jikareff, Stéphane (1787-1860) : homme politique et romancier.
- Jouravski, Dimitri (1821-1891) : ingénieur et ministre des Chemins de fer.
- Liprandi, Paul (1796-1864) : général, héros de la guerre de Crimée.
- Lozina-Lozinski, Alexis (1886-1916) : poète et romancier.
- Ouchakoff, Abraham (1825-1917) : commerçant et philanthrope.
- Petrov-Vinogradov, Alexandra (1868-1889) : célèbre ballerine du Mariinsky.
- Rall, Frédéric (baron von) (1803-1848) : chef d'orchestre.
- Rozinsky, Vassili (1837-1807) : architecte pétersbourgeois.
- Sabouroff, Agrippine (1795-1867) : célèbre actrice moscovite, née Okounieva.
- Sadovnikoff, Vassili (1800-1879) : aquarelliste et académicien (tombe disparue).
- Soumarokoff, Paul (1767-1846) : écrivain voyageur et homme politique.
- Schantz, Jean (von) (1802-1879) : amiral.
- Schilder, Nicolas (von) (1842-1902) : général et historien.
- Schilling, Paul (baron von Klamstadt) (1780-1836) : diplomate et inventeur du premier télégraphe électromagnétique.
- Anders Johan Sjögren (1794-1855) : linguiste et académicien.
- Szymanowska, Marie (1789-1831) : célèbre virtuose et compositrice polonaise, morte du choléra en 1831. Belle-mère du poète polonais Adam Mickiewicz.

### Sépultures transférées vers les carrés d'artistes d'autres cimetières
- Grigoriev, Apollon (1822-1864) : poète et critique littéraire. Transféré en 1934 à la Passerelle des écrivains.
- Kissilievsky, Ivan (1839-1898) : célèbre acteur. Transféré en 1936 dans la Nécropole des artistes.
- Markov, André (l'aîné) (1856 - 1922) : célèbre mathématicien et académicien. Transféré en 1954 à la Passerelle des écrivains.
- Meï, Léon (1822-1862) : poète et dramaturge. Transféré en 1935 à la Passerelle des Écrivains.
- Pyliaieff, Michel (1842-1899) : poète et historien. Transféré en 1930 à la Passerelle des écrivains.
- Gagarine, Catherine (princesse) (1786-1849) : célèbre actrice pétersbourgeoise sous son nom de jeune fille (Séménova). Transférée en 1936 dans la Nécropole des artistes.

## Sources
- Article sur Fontanka du 7 décembre 2009 sur le Mitrofanievskoïe (historique et polémique actuelle) : http://www.fontanka.ru/2009/12/07/127/ (en russe)
- Liste des personnalités enterrées au Mitrofanievskoïe : http://mitrofanievskoe.ru/necropol (en russe)

## Liens
- Site de l'Union du Mitrofanievskoïe de Saint-Pétersbourg : http://spb-mitrofan-society.org/eng/index.php (dans la version russe, présentation du projet commémoratif appuyé par l'association)